# Mahmutlu, Buldan
Mahmutlu là một xã thuộc huyện Buldan, tỉnh Denizli, Thổ Nhĩ Kỳ. Dân số thời điểm năm 2010 là 85 người.